# Chrome (Sänger)
Chrome (eigentlich: Tyrone Emmanuel Paul) ist ein britischer R&B-Sänger.
Chrome wirkte als Featuring-Sänger bei den Nummer-eins-Singles Dance wiv Me (2008) und Holiday (2009) des britischen Rappers Dizzee Rascal mit. Mit Ooh Now Baby (2010) und Wake Up (2011) erschienen zwei Solo-Singles von ihm. 2013 wirkte er bei dem Drum-and-Bass-Titel Carry me On der Brookes Brothers mit.

## Diskografie

### Singles
| Jahr | Titel Album                   | Höchstplatzierung, Gesamtwochen, AuszeichnungChartplatzierungen (Jahr, Titel, Album, Platzierungen, Wochen, Auszeichnungen, Anmerkungen) | Höchstplatzierung, Gesamtwochen, AuszeichnungChartplatzierungen (Jahr, Titel, Album, Platzierungen, Wochen, Auszeichnungen, Anmerkungen) | Anmerkungen                                                           |
| Jahr | Titel Album                   | DE | UK | Anmerkungen                                                           |
| ---- | ----------------------------- | --- | --- | --------------------------------------------------------------------- |
| 2008 | Dance wiv Me Tongue n’ Cheek  | DE48 (9 Wo.)DE | UK1 ×3Dreifachplatin · (60 Wo.)UK | Erstveröffentlichung: 22. Juni 2008 mit Dizzee Rascal & Calvin Harris |
| 2013 | Carry Me On Ibiza Annual 2013 | — | UK71 (1 Wo.)UK | Erstveröffentlichung: 4. August 2013 mit Brookes Brothers             |

### Weitere Singles
- 2010: Ooh Now Baby
- 2011: Wake Up